# Strada europea E574
La strada europea E574 è una strada europea che collega Bacău a Craiova. Come si evince dalla numerazione, si tratta di una strada di classe B posta nell'area delimitata a nord dalla E50, a sud dalla E60, ad ovest dalla E75 e ad est dalla E85.

## Percorso
La E574 è definita con i seguenti capisaldi di itinerario: "Bacău - Brașov - Pitești - Craiova".